# Марија-Софија Жермен
Марија-Софија Жермен (фр. Marie-Sophie Germain, Sophie Germain; Париз, 1. април 1776 — Париз, 27. јун 1831) била је француски математичар, физичар и филозоф.
Рођена је у Паризу, у Француској, у кући Амброаз-Франсоа (фр. Ambroise-Franҫois) и Марија-Маделине (фр. Marie-Madeline), у улици Сент-Дениз (фр. Rue Saint-Denis). Имала је две сестре, млађу Анжелик-Амброаз (фр. Angélique-Ambroise) и старију Марију-Маделину (фр. Marie-Madeline). Упркос предрасудама у друштву тога доба и противљењу својих родитеља изабрала је науку као своју животну сапутницу. Њен отац био је богати трговац свилом, мада неки верују да је био златар. Године 1789. био је изабран као представник буржоазије у Скупштину сталежа (фр. États-Généraux), па је Жерменова у раној младости присуствовала многим дискусијама свог оца са његовим пријатељима о политици и филозофији. Након своје политичке каријере, Амброаз постаје директор банке, па је породица остала довољно имућна да подржава Жерменову до краја њеног живота. Образовање је стицала читајући књиге из библиотеке свог оца и водећи преписке са познатим математичарима Лагранжом, Лежандром и Гаусом. Као један од пионира еластичне теорије, освојила је престижну награду Париског универзитета науке за есеј на ову тему. Њен рад на Фермаовој последњој теореми (познатијој као Фермаова велика теорема) обезбедио је основу за математичаре који су истраживали ову тему стотинама година касније. Због предрасуда о женама тих година није била у могућности да направи каријеру у области математике, али јој је посветила читав свој живот. У знак признања за њен допринос у унапређењу математике као науке, додељена јој је почасна диплома Универзитета у Готингену, шест година након њене смрти. Део њених радова објавио је Арманд-Жак Лербет (фр. Armand-Jacques Lherbette), син њене старије сестре Марије-Маделине, након њене смрти. А на стогодишњицу њеног рођења, једна улица и женска школа назване су њеним именом. Академија наука Француске установила је Награду Софије-Жермен (фр. The Sophie Germain Prize) у њену част.

## Увод у математику
Када је Жерменова имала 13 година, пад Бастиље и револуционарна атмосфера града присилила су је да остане у кући. Као забаву, користила је очеву библиотеку. Ту је пронашла Монтуклаову "Историју математике" (фр. L'Histoire des Mathématiques), а заинтригирала ју је његова прича о Архимедовој смрти. Жерменова је схватила да када је геометрија, која се у то време односила на све што припада чистој математици, могла толико да фасцинира Архимеда, онда је то предмет вредан проучавања. Зато је прочитала сваку књигу о математици коју је могла да нађе у очевој библиотеци, чак је сама научила латински и грчки, како би могла да прочита дела Исака Њутна (Sir Isaac Newton) и Леонарда Ојлера. Такође је уживала у књигама „Расправа око Аритметике” (фр. Traité d'Arithmétique) Безуа (фр. Étienne Bézout) и "Израчунавање диференцијала" (фр. Le Calcul Différentiel) Кузина (фр. Jacques Antoine-Joseph Cousin). И сам Кузин ју је приликом једне посете охрабривао да настави са својим студијама. Софијини родитељи нису подржавали њену одушевљење математиком, која се тада сматрала неприкладном за жену. Пред спавање би јој одузимали топлу одећу и гасили ватру у соби, како би покушали да је спрече да настави даље да се образује, међутим, она је узимала свеће, умоталавала се јорганом и радила математику. Како Лин Осен (фр. Lynn Osen) описује, када би њени родитељи нашли Софију "ујутру, како спава за својим столом, са замрзнутим мастилом и окружена формулама", схватили су да је њихова ћерка озбиљна, па су попустили. Након неког времена, мајка је почела да је подржава у тајности. 
Године 1774. када је Жерменова имала 18 година, отворила се Политехничка школа. Као жени, Жерменовој није било дозвољено да присуствује предавањима, али је нови систем образовања омогућио да "белешке са предавања буду доступне свима који су тражили". Нов метод је захтевао од студената да писмено подносе своја запажања. Жерменова је добила белешке и почела да шаље своје радове Лагранжу, члану факултета. Користила је име бившег студента, господина Антоана-Августа ле Бланка (фр. Antoine-August Le Blanc), "плашећи се поруга према женским научницама", како је касније објаснила Гаусу. Када је Лагранж видео интелигенцију господина ле Бланка, захтевао је састанак са њим. Тако је Софија била приморана да открије свој прави идентитет. На срећу, Лагранжу није сметало што је Жерменова жена, па је постао њен ментор и морално је подржавао.

## Рани рад на теорији бројева
Жерменова се заинтересовала за теорију бројева 1798. године када је Лежандр објавио "Есеј о теорији бројева". Након проучавања рада, започела је преписку са њим о теорији бројева, а касније и о еластици. Лежандр је објавио део Жерменовог рада у "Додатку" (фр. Supplément), његовом другом издању "Теорије бројева", где је назива "веома креативном".
Заинтересованост Жерменове за област теорије бројева обновљена је када је прочитала монументалан рад Гауса "Научна расправа о аритметици". Након три године рада на вежбама и неколико покушаја на доказима неких теорема, писала је, опет под псеудонимом господина ле Бланка, самом аутору, који је био годину дана млађи од ње. Прво писмо, од 21. новембра 1804. дискутовало је о Гаусовој "Научној расправи" и представило Жерменин рад на Фермаовој (фр. Pierre de Fermat) последњој теореми. У том писму, Жерменова тврди да је доказала теорему за n=p-1, где је p прост број облика p=8k+7. Ипак, њен доказ је садржао слабу претпоставку и Гаус у свом одговору није ни коментарисао доказ Жерменове.
Око 1807. (не зна се тачан податак) Французи су окупирали немачки град Брауншвајг (фр. Braunschweig), где је Гаус живео. Жерменова је помислила да би и он могао доживети исту судбину као Архимед, па је писала породичном пријатељу генералу француске армије Пернетију (фр. General Pernety) са молбом да обезбеди Гаусову сигурност. Генерал Пернети је послао свог вођу батаљона да се види са Гаусом и лично се увери у његову безбедност. Како се испоставило, Гаус је био добро, али је био поприлично збуњен када је поменуто Софијино име јер је до тада познавао само под псеудонимом ле Бланк. Три месеца након овог догађаја, Софија је Гаусу открила свој прави идентитет. Он је одговорио: „Како да опишем своје запрепашћење и дивљење сада када сам открио да се уважени дописник господин ле Бланк претворио у ову невероватну особу... Када жена, због свог пола, обичаја и прерасуда, наилази на бескрајно више препрека од мушкараца у упознавању замршених проблема теорије бројева, а ипак руши све окове и продире до оног најскривенијег, онда она, несумњиво, има највећу племениту храброст, изузетан таленат и супериорну генијалност.“
Гаусово писмо Олберсу (фр. Heinrich Wilhelm Matthias Olbers) показује да су његове похвале Жерменове била искрена. У истом писму Гаусу из 1807. године Жерменова поставља теорему: ако је xn + yn је у облику h2 + nf2, онда је x+y у истом облику. Гаусов одговор показује неодрживост теореме примером: 1511 + 811 може да се напише као h2 + 11f2, али 15 + 8 не може. 
Иако је Гаус имао високо мишљење о Жерменовој, његови одговори на њена писма су често каснили и он никада није прегледао њен рад. Временом, његов интерес за теорију бројева је опао, па су у 1809. прекинули преписку. Упркос великом пријатељству, Гаус и Жерменова се никада нису срели.

## Рад на еластици
Када је преписка са Гаусом престала, Жерменова се заинтересовала за такмичење које је организовала Париска академија науке у вези са експериментом Ернста Хладнија (Ernst_Chladni) са вибрирајућим металним плочама. Циљ такмичења, како је Академија навела, био је "да се да математичка теорија о вибрацији еластичне површи и упореди са експерименталним доказима". Лагранжов коментар да би решење захтевало проналазак нове гране математичке анализе одвратило је све такмичаре осим двоје, Поасона (Siméon Denis Poisson) и Жерменове. Тада је Поасон изабран на Академију и постао судија уместо такмичар Жерменова је остала једина у конкуренцији. Године 1809. Жерменова започиње свој рад. Лежандр је асистирао дајући јој једначине, референце и актуелна истраживања. Рад је предат у јесен 1811. и није освојио награду. Комисија за оцењивање мислила је да "праве једначине померања нису установљене" иако је "експеримент проказао генијалне резулатате". Лагранж је био у могућности да користи рад Жерменове како би извео једначину која би "била тачна под одређеним претпоставкама". Такмичење је продужено за још две године, а Жерменова је одлучила да опет проба да освоји награду. У почетку Лежандр је наставио да јој пружа подршку, али је касније прекинуо сваки контакт. Жерменова 1813. године анонимно предаје рад у коме је пуно математичких грешака, нарочито код дуплих интеграла и рад добија само похвалу јер "основна база теорије еластичне површи није била успостављена". Такмичење је још једном продужено и Жерменова је почела рад на свом трећем покушају. Овог пута се консултовала са Поасоном. Године 1814. он је објавио лични рад о еластичности, не признајући помоћ Жерменове (иако је радио са њом на овој теми и имао приступ њеном раду као члан комисије). Жерменова је предала свој трећи рад "Истраживање теорије еластичних површина" (Recherches sur la théorie des surfaces élastiques) под својим именом, и 8. јануара 1816. постала је прва жена која је добила награду Париског универзитета науке, али се није се појавила на церемонији уручивања награде. Иако је Жерменова била награђена специјалном наградом (prix extraordinaire), Академија није била у потпуности задовољна. Софија је извела тачну диференцијалну једначину, али њена метода није предвиђала експериментална мерења са великом тачношћу јер се ослањала на нетачну Еулерову једначину, што је водило до нетачних граничних услова. Ово је Жерменина финална једначина:
{\displaystyle N^{2}\left({\frac {\partial ^{4}z}{\partial x^{4}}}+{\frac {\partial ^{4}z}{\partial x^{2}\partial y^{2}}}+{\frac {\partial ^{4}z}{\partial y^{4}}}\right)+{\frac {\partial ^{2}z}{\partial t^{2}}}=0}, где је N константа.
Након победе на такмичењу, она и даље није била у могућности да присуствује седницама, јер је традиција Академије одбацивала све женске особе, осим жена чланова. Седам година касније, ова традиција је прекршена када се Жерменова спријатељила са Фуријеом (Jean-Baptiste Joseph Fourier), тада секретаром Академије, који јој је обезбедио улаз на седнице. 
Жерменова је о свом трошку 1821. године објавила рад за који је добила награду највише због тога што је желела да представи свој рад као супротност Поасоновом. У раду је истакла и неке грешке у својој методи. Године 1826. предала је Академији прерађену верзију овог рада. Како каже дел Сентина (Andrea Del Centina), ова верзија је укључивала покушаје да разјасни њен рад "увођењем одређених поједностављених хипотеза". Ово је ставило Академију у незгодан положај, јер њен рад нису могли прогласити "неадекватним и безначајним", али нису хтели "ни да је прихвате као професионалног колегу, како би било да је мушкарац, зато су једноствно одбили њен рад". Зато је Коши (Augustin-Louis Cauchy), који је био именован за прегледање њеног рада, предложио да га она сама објави и она је послушала његов савет. Још један рад Жерменове из области еластичности објављен је постхумно 1831. године "Научни рад о закривљености површи" (Mémoire sur la courbure des surfaces). У овом истраживању је користила средњу вредност кривине (mean curvature).

## Обновљен интерес за теорију бројева
Најбољи рад Жерменове био је у области теорије бројева и њен најзначајнији допринос овој теорији бавио се Фермаовом последњом теоремом. Године 1815. након такмичења у еластичности, Академија је понудила награду за доказ Фермаове последње теореме. То је поново пробудило Жерменину заинтересованост за теорију бројева и она се поново обратила Гаусу, након 10 година од претходног писма. У овом писму, Жерменова је написала да је теорија бројева њено приоритетна област и да јој је била на памети све време док је проучавала теорију о еластичности. Навела је стратегију за општи доказ Фермаове последње теореме, укључујући и доказ за посебан случај. Жерменино писмо Гаусу садржало је знатан напредак ка доказу. Питала га је да ли је њен доказ вредан даљег проучавања, али Гаус никада није одговорио.
Њен рад на Фермаовој последњој теореми је подењен на два случаја. Случај 1 укључује свако p које не дели ниједно од x, y или z. Случај 2 укључује свако p које дели најмање један од x, y или z. Жерманова је предложила нешто што се данас назива "Теорема Софије Жерман":
Нека је p непаран прост број. Ако постоји помоћни број P = 2Np + 1, где је N било који позитиван цео број који није дељив са 3, тако да важи: Ако је xp + yp + zp ≡ 0 mod P, онда P дели xyz и p није p-ти степен остатка при целобројном дељењу са P, онда је први случај Фермаове последње теорије истинит за p.
Жерменова је користила овај резултат како би потврдила први случај Фермаове последње теореме за све непарне просте бројеве p<100, али према дел Сентину, "она је заправо показала да важи за све експоненте p<197". Диксон (L. E. Dickson) је касније користио Жерменину теорему да докаже Фермаову последњу теорему за непарне просте бројеве мање од 1700.
У необјављеном рукопису под називом "Напомена о немогућности задовољења целих бројева у једначини xp + yp = zp" (Remarque sur l'impossibilité de satisfaire en nombres entiers a l'équation xp + yp = zp), Жерменова је показала да било који пример који може да оспори Фермаову последњу теорему за p>5 мора да буде број "чија величина плаши машту", са око 40 цифара. Будући да Софија није објавила овај рад ова брилијантна теорема је позната само због напомене у Лежандровој студији теорије бројева, где ју је користио да би доказао Фермаову последњу теорему за p=5. Жерменова је доказала или скоро доказала неколико резултата који су приписани Лагранжу или су били поново откривени годинама касније. Дел Сентина наводи да "након скоро две стотине година њене идеје су и даље централне", али на крају њен метод није радио.

## Филозофски рад
Као додатак математици, Жерменова је изучавала филозофију и психологију. Желела је да класификује чињенице и генерализује их у законе који би могли да формирају систем психологије и социологије, који су онда тек почели да постоје. Њену филозофију је похвалио Конт (Auguste Comte). Два њена филозофска рада, "Разне мисли" (Pensées diverses) и " Општа разматрања о стању науке и писма, у различитим периодима њихове културе" (Considérations générales sur l'état des sciences et des lettres, aux différentes époques de leur culture), су објављена постхумно, делимично захваљујући напорима њеног рођака Лербета, који је сакупио њене филозофске рукописе и објавио их. "Разне мисли" су историјски преглед науке и математике са Софијиним коментарима. У "Општим разматрањима", раду којем се дивио Конт, Софија тврди да нема разлике између науке и хуманости.

## Последње године
Године 1829. Жерменова је сазнала да има рак дојке. Упркос болу, наставила је да ради. Године 1831. У Крелу (Crelle's Journal) је објављен њен рукопис о закривљености еластичних површи и "белешка о проналажењу y и z у једначини {\displaystyle \textstyle {\frac {4(x^{p}-1)}{x-1}}=y^{2}\pm pz^{2}}".
Марија Греј (Mary Gray) записала: "Она је такође објавила у "Аналима хемије и физике" (Annales de chimie et de physique), истраживање о принципима који су довели до открића закона равнотеже и кретања еластичних чврстих тела".
Марија-Софија Жермен се никада није удавала. Умрла је у улици Савој (rue de Savoie) број 13 у својој кући 27. јуна 1831. године у 55. години живота. Упркос свим њеним интелектуалним достигнућима, на њеној умрлици пише "закупац - осигураник" (власник имања), а не математичарка. Али било је и оних који су ценили њен рад. Када је су додељиване почасне титуле Универзитета Готинген шест година након њене смрти, Гаус је подсетио како "је она доказала свету да чак и жена може да оствари нешто вредно у најкомпликованијим и апстрактним наукама и да из тог разлога заслужила почасну титулу". Жерменино место починка на гробљу Пјер Леше (Père Lachaise Cemetery) у Паризу означено је оронулим надгробним спомеником. На стогодишњицу њеног рођења, улица и школа за девојке су добиле њено име, а спомен плоча је постављена на кућу у којој је умрла. У школи је постављена биста коју је наручило Градско веће Париза (Paris City Council).